# Estação Jane
Jane é uma estação do metrô de Toronto, localizada na linha Bloor-Danforth. Localiza-se no cruzamento da Bloor Street com a Jane Street. Jane não possui um terminal de ônibus integrado, e passageiros das três linhas de superfície do Toronto Transit Commission que conectam-se com a estação precisam de um transfer para poderem transferirem-se da linha de superfície para o metrô e vice-versa. O nome da estação provém da Jane Street, a principal rua norte-sul servida pela estação.